# Baatarsükhiin Chinzorig
Baatarsükhiin Chinzorig est un boxeur mongol né le 21 septembre 1991.

## Carrière
Sa carrière amateur est principalement marquée par une médaille d'argent remportée aux championnats d'Asie en 2017 dans la catégorie des poids super-légers et une médaille de bronze en 2019 dans la même catégorie. Il remporte également la médaille d'argent aux Jeux asiatiques en 2018.

## Palmarès

### Championnats d'Asie de boxe amateur
- Médaille de bronze en -64 kg en 2019 à Bangkok, Thaïlande.
- Médaille d'argent en -64 kg en 2017 à Tachkent, Ouzbékistan.

### Jeux asiatiques
- Médaille d'argent en -64 kg en 2018 à Jakarta, Indonésie.